# إنتغرال
مختبر الفيزياء الفلكية الدولي لأشعة غاما (إنتغرال) INTErnational Gamma-Ray Astrophysics Laboratory (INTEGRAL) هو مرصد فضائي يعمل حاليا لمراقبة أشعة غاما. أطلقته وكالة الفضاء الأوروبية في مدار حول الأرض في عام 2002، وهو مصمم للكشف عن بعض الإشعاعات الأكثر نشاطا القادمة من الفضاء. وكان هذا المرصد أكثر مراصد أشعة غاما حساسية في الفضاء  قبل إطلاق مرصد فيرمي الفضائي لأشعة غاما التابع لوكالة لناسا في عام 2008.
إنتغرال هي بعثة لوكالة الفضاء الأوروبية بالتعاون مع وكالة الفضاء الروسية وناسا. وقد حققت بعض النجاحات الملحوظة، على سبيل المثال في الكشف عن «النجم زائف» الغامض. وقد نجحت أيضا في دراسة انفجارات أشعة غاما والأدلة على الثقوب السوداء.